# اعدام‌های دسته‌جمعی تابستان ۱۳۶۷ ایران
اعدام‌های دسته‌جمعی تابستان ۱۳۶۷ ایران یا قتل‌عام ۶۷، یک رخداد بود که در آن، به فرمان سید روح‌الله خمینی، چند هزار نفر از زندانیان سیاسی و عقیدتی در زندان‌های نظام جمهوری اسلامی ایران و در ماه‌های مرداد و شهریور ۱۳۶۷ به گونهٔ مخفیانه، اعدام شده و در گورهای دسته‌جمعی دفن شدند. بیشتر کسانی که اعدام شدند، از اعضای سازمان مجاهدین خلق بودند و گرچه اعضای دیگر گروه‌های چپ‌گرا مانند سازمان فداییان خلق ایران (اکثریت) و حزب توده نیز در میان آن‌ها وجود داشت نهادها و سازمان‌های مدافع حقوق بشر، جرم زندانیان را همکاری با سازمان‌های مخالف نظام به‌ویژه سازمان مجاهدین خلق ایران و همچنین طیف‌های گوناگونی از گروه‌های چپ، کمونیست و مارکسیست ذکر کرده‌اند. اما مقامات جمهوری اسلامی، اعدام آن‌ها را به دلایلی همچون کشف تشکیلات مرتبط با سازمان مجاهدین خلق در زندان، نتیجه ادامه محاکمه به علت ترور مقامات جمهوری اسلامی توسط آن‌ها ذکر کرده‌اند. تعداد قربانیان این واقعه نزد مراجع گوناگون، متفاوت و بین ۵۰۰نفر، ۱٬۸۷۹ نفر (گزارشگر ویژه حقوق بشر سازمان ملل متحد) تا ۳٬۰۰۰ یا ۴٬۴۸۲ و حتی تا ۳۰٬۰۰۰ نفر تخمین زده شده است.
مقامات بلندپایه نظام جمهوری اسلامی ایران انجام اعدام‌ها را انکار نمی‌کنند، بلکه در قریب به اتفاق موارد از آن دفاع کرده‌اند و آن اعدام‌ها را برای حفظ نظام، لازم و ضروری شمرده‌اند. به گفته خانواده برخی از اعدام شدگان و افرادی که از اعدام‌ها جان سالم به در برده‌اند، بسیاری از بازداشت‌شدگان در دهه ۶۰ جوانانی در دهه ۲۰ زندگی خود بودند که به گفته خود زندانیان عمدتاً به دلیل «داشتن اعلامیه و نه فعالیت مسلحانه بازداشت شده بودند» و در تابستان ۶۷ در حال گذراندن محکومیت خود بودند یا حتی محکومیتشان تمام شده بود. فرایند اعدام‌ها در بی‌خبری مطلق زندانیان صورت می‌گرفت و هیئت مرگ در تهران به زندانیان اطمینان می‌دادند که چند سؤال برای «اعطای عفو عمومی» می‌پرسند. در صورت عدم رضایت از پاسخ‌ها، هیئت مرگ فوراً دستور انتقال به اتاقی برای نوشتن وصیت‌نامه می‌دادند و سپس زندانیان در دسته‌های شش نفری و با چشمان بسته به دار آویخته می‌شدند. در نهایت، اعدام شدگان بدون اطلاع به خانواده‌ها، در گورهای دسته‌جمعی به خاک سپرده می‌شدند. بیشتر خانواده‌ها نیز پس از چند ماه خبردار شدند که فرزندانشان اعدام شده‌اند. حسینعلی منتظری، بلندپایه‌ترین مخالف اعدام‌ها بود که پس از اعتراض‌های کتبی، در یک جلسه حضوری به تاریخ مرداد ۱۳۶۷ با حضور هیئت اعدام‌ها، یعنی حسینعلی نیری (حاکم شرع وقت)، مرتضی اشراقی (دادستان وقت)، ابراهیم رئیسی (معاون وقت دادستان) و مصطفی پورمحمدی (نماینده وقت وزارت اطلاعات در زندان اوین) به آنها می‌گوید که «شما را در آینده جزء جنایتکاران درتاریخ می‌نویسند.» این موضع و اعتراض‌های منتظری به قیمت برکناری‌اش از جانشینی سید روح‌الله خمینی برای رهبری ایران و به حبس خانگی طولانی مدت وی انجامید.
در فروردین و اردیبهشت سال ۱۴۰۰ نیز اقداماتی از سوی نظام حاکم بر ایران جهت تخریب و تغییر کاربری این قبرستان انجام شد که با مخالفت مادران داغدار خاوران و مجامع حقوق بشری مواجه شد.
۱۳ اردیبهشت ۱۴۰۰ بیش از ۱۵۰ مقام سابق سازمان ملل و کارشناسان مشهور حقوق بشر و حقوق بین‌الملل و ۲۴ سازمان غیردولتی بین‌المللی، در نامه سرگشاده‌ای به میشل باشله، کمیسر عالی حقوق بشر سازمان ملل، خواهان تشکیل کمیسیون تحقیق بین‌المللی در مورد کشتار هزاران زندانی عقیدتی-سیاسی در ایران در تابستان ۱۳۶۷ شدند.
در ۱۹ شهریور ۱۴۰۰، ۲۵ نفر از برندگان جایزه نوبل به مناسبت سی و یکمین سالگرد اعدام‌های ۱۳۶۷ در ایران، در نامه‌ای خطاب به دبیرکل سازمان ملل متحد بر ضرورت تشکیل یک کمیسیون بین‌المللی برای انجام تحقیقات درباره این «نسل‌کشی و جنایات علیه بشریت در ایران» تأکید کردند.
در ۸ آذر ۱۴۰۰، بیش از ۱۰۰ ورزشکار ایرانی با ارسال نامه‌ای به دبیرکل سازمان ملل، خواهان حسابرسی و محاکمه سید علی خامنه‌ای و ابراهیم رئیسی در شورای امنیت سازمان ملل بخاطر قتل‌عام سال ۶۷ تحت عنوان جنایت علیه بشریت شدند.
۱۸ خرداد ۱۴۰۱، سازمان دیده‌بان حقوق بشر، با انتشار یک سند اعدام هزاران زندانی سیاسی توسط جمهوری اسلامی در تابستان سال ۱۳۶۷ را «جنایت علیه بشریت» خواند. این سازمان یکی از اهدف انتشار این سند را «پاسخگو کردن عاملان بازمانده» خوانده است.

## پیش‌زمینهٔ تاریخی
در مورد علل وقوع واقعهٔ تابستان ۶۷ و پیش‌زمینه‌های آن نظرات مختلفی وجود دارد. برخی این را ادامهٔ جدال جمهوری اسلامی با سازمان مجاهدین خلق به‌طور اعم و واکنش به عملیات «فروغ جاویدان» به‌طور اخص می‌دانند.
بر پایه برخی از منابع، مسئله کشتار زندانیان عقیدتی و سیاسی (چه آنانی که حکمشان پایان یافته بود یا نیافته بود)، چند ماه پیش از عملیات فروغ جاویدان (مرصاد)، از سوی سران نظام جمهوری اسلامی ایران برنامه‌ریزی شده بود؛ افزون بر اینکه زندانیانِ قتل‌عام شده، فقط جزو سازمان مجاهدین خلق ایران نبودند؛ بلکه از گروه‌های چپ و غیر مسلمان هم بودند.
مقامات جمهوری اسلامی گرچه به‌طور صریح درمورد این واقعه و ابعاد آن سخن نمی‌گویند، اما در موارد متعدد وجود آن را پذیرفته‌اند. در کتاب پاسداشت حقیقت -که در دههٔ ۱۳۸۰ و در جمهوری اسلامی و از سوی دفتر تدوین تاریخ ایران به چاپ رسید- روایت رسمی جمهوری اسلامی از این واقعه، بیشتر ادامهٔ درگیری سازمان مجاهدین و جمهوری اسلامی به‌طور کلی تصویر شده است.

### اعدام‌های صحرایی
در دادگاه‌هایی صحرایی، حکم اعدام اسیران سازمان مجاهدین خلق ایران صادر می‌شد و سپس آن‌ها را از درختان، تیرهای چراغ برق و اسکلت‌های فلزی ساختمان‌های نیمه‌تمام، آویزان می‌کردند.

## حکم روح‌الله خمینی دربارهٔ کشتار زندانیان

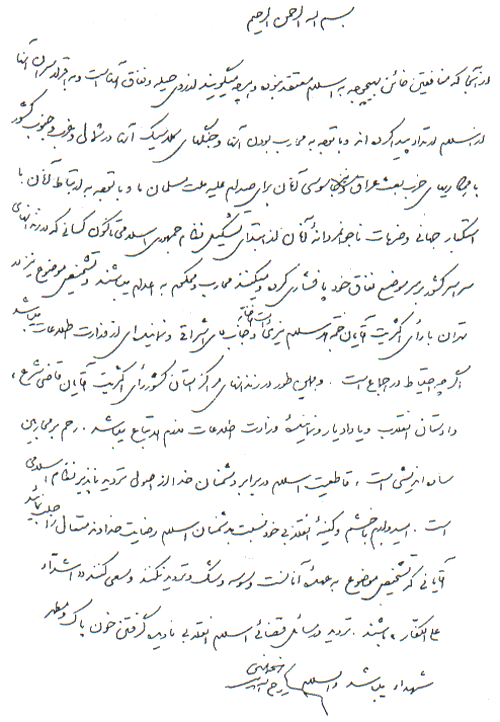
حکم سید روح‌الله خمینی برای قتل‌عام زندانیان عقیدتی سیاسی در سال ۱۳۶۷

استفسار و پاسخ روح‌الله خمینی

به دنبال حمله نیروهای سازمان مجاهدین با حمایت ارتش عراق در غرب ایران در تاریخ۴ مرداد ماه ۱۳۶۷ و به فاصله شش روز بعد از قطعنامه ۵۹۸ شورای امنیت که به نام عملیات عملیات مرصاد نام‌گذاری شد. روح‌الله خمینی رهبر انقلاب طی حکمی افرادی را مأمور کرد تا با بررسی مجدد پرونده زندانیان سیاسی افرادی را که همچنان بر سر موضع خود مشخص و دربارهٔ آنان با توجه به اینکه ظن شورش در زندان برایشان متصور بود صادر کنند. که متن نامه‌ها در خاطرات حسینعلی منتظری که در آن زمان از مقامات رده بالای جمهوری اسلامی و قائم مقام رهبری بوده است، و با اعدام‌ها مخالف بوده است، وجود دارند.
خمینی آن‌ها را «محارب» اعلام می‌کند و چنین حکم می‌دهد:

 «از آنجا که منافقین خائن به هیچ وجه به اسلام معتقد نبوده و هر چه می‌گویند از روی حیله و نفاق آنهاست و به اقرار سران آن‌ها از اسلام ارتداد پیدا کرده‌اند، با توجه به محارب بودن آن‌ها و جنگ کلاسیک آن‌ها در شمال و غرب و جنوب کشور با همکاری‌های حزب بعث عراق و نیز جاسوسی آن‌ها برای صدام علیه ملت مسلمان ما و با توجه به ارتباط آنان با استکبار جهانی و ضربات ناجوانمردانهٔ آنان از ابتدای تشکیل نظام جمهوری اسلامی تا کنون، کسانی که در زندان‌های سراسر کشور بر سر موضع نفاق خود پافشاری کرده و می‌کنند، محارب و محکوم به اعدام می‌باشند و تشخیص موضوع نیز در تهران با رای اکثریت آقایان حجت‌الاسلام نیری دامت افاضاته (قاضی شرع) و جناب آقای اشراقی (دادستان تهران) و نماینده‌ای از وزارت اطلاعات می‌باشد، اگر چه احتیاط در اجماع است، و همین‌طور در زندانهای مراکز استان کشور رای اکثریت آقایان قاضی شرع، دادستان انقلاب یا دادیار و نماینده وزارت اطلاعات لازم الاتباع می‌باشد، رحم بر محاربان ساده‌اندیشی است، قاطعیت اسلام در برابر دشمنان خدا از اصول تردیدناپذیر نظام اسلامی است، امیدوارم با خشم و کینه انقلابی خود نسبت به دشمنان اسلام رضایت خداوند متعال را جلب نمایید، آقایانی که تشخیص موضوع به عهده آنان است وسوسه و شک و تردید نکنند و سعی کنند اشداء علی الکفار باشند. تردید در مسائل قضایی اسلام انقلابی نادیده گرفتن خون پاک و مطهر شهدا می‌باشد. والسلام»
سید احمد خمینی که در آن زمان رئیس وقت دفتر خمینی بود در نامه‌ای در مورد جزئیات این اعدام‌ها می‌پرسد و تأکید می‌کند آیا این حکم شامل کسانی که محاکمه شده‌اند و دوران زندان‌شان به زودی تمام می‌شود هم هست یا نه؟ و در مورد محکومان از شهرستان‌هایی که استقلال قضایی هم دارند چطور؟ پاسخ سید روح‌الله خمینی بدین‌گونه است که:

بسمه تعالی در تمام موارد فوق هر کس در هر مرحله اگر بر سر نفاق باشد حکمش اعدام است. سریعاً دشمنان اسلام را نابود کنید. در صورت رسیدگی به وضع پرونده‌ها در هر صورت که حکم سریعتر اجرا گردد همان مورد نظر است.

### تشکیک در دست‌خط خمینی
منتظری در خاطرات خود که سال‌ها بعد منتشر کرد می‌نویسد که در آن زمان گفته می‌شد که نامه اول به خط سید احمد خمینی نوشته شده است. و در مورد نامه دوم هم آشکارا دستخطِ سؤال‌کننده و پاسخ دهنده نامه یکسان است.

## اعلام عمومی دستور اعدام
هاشمی رفسنجانی در خاطرات خود می‌نویسد «با آقای موسوی اردبیلی دربارهٔ مطالب خطبه‌های جمعه (۱۴ مرداد) مذاکره کردیم.» در این روز (یک هفته بعد از شروع اعدام‌ها) موسوی اردبیلی در نماز جمعه گفت: «جمع کثیری از ایران رفته‌اند و آنجا[عراق] برای خودشان بساط و دستگاه و سازمان درست کرده‌اند. یک جمعی هم در ایران در زندان‌ها هستند… مردم علیه اینها آن چنان آتشی هستند، قوه قضایی در فشار بسیار سخت افکار عمومی است که چرا اینها را محاکمه می‌کنید؟ اینها که محاکمه ندارند، حکمش معلوم، موضوعش هم معلوم است و جزایش نیز معلوم می‌باشد. قوه قضایی در فشار است که اینها چرا محاکمه می‌شوند، قوه قضایی در فشار است که چرا تمام اینها اعدام نمی‌شوند و یک دسته‌شان زندانی می‌شوند (شعار: «منافق زندانی اعدام باید گردد» از سوی نمازگزاران)»

## اعتراضات از درون حکومت ایران
«خمینی را در آینده، خون‌ریز، سفاک و فتاک، لقب خواهند داد».
حسینعلی منتظری، در جلسهٔ خصوصی با حسین‌علی نیری، مصطفی پورمحمدی، سید ابراهیم رئیسی و مرتضی اشراقی در تاریخ ۲۴ مرداد ۱۳۶۷.

حسینعلی منتظری در اعتراض به این اعدام‌ها دو بار به تاریخ ۹ و ۱۳ مرداد به خمینی نامه نوشت. در نامه ۹ مرداد ۱۳۶۷ می‌نویسد:
«پس از عرض سلام و تحیت، به عرض می‌رساند راجع به دستور اخیر حضرتعالی مبنی بر اعدام منافقین موجود در زندان‌ها، اعدام بازداشت شدگان حادثه اخیر را ملت و جامعه پذیرا است و ظاهراً اثر سویی ندارد ولی اعدام موجودین از سابق در زندان آن‌ها اولاً در شرایط فعلی حمل بر کینه‌توزی و انتقام جویی می‌شود…»
خمینی در نامه عزل منتظری نوشت: «در همین دفاعیه شما از منافقین تعداد بسیار معدودی که در جنگ مسلحانه علیه اسلام و انقلاب محکوم به اعدام شده بودند را منافقین از دهان و قلم شما به آلاف و الوف رساندند و می‌بینید که چه خدمت ارزنده‌ای به استکبار کرده‌اید.»
میرحسین موسوی در تاریخ ۱۵ شهریور استعفا داد که با مخالفت شدید علی خامنه‌ای و روح‌الله خمینی مواجه گشت. او در نامه استعفا، موارد متعددی از جمله اختلاف با مجلس بر سر وزرای پیشنهادی و «اقداماتی که بدون اطلاع دولت ولی به نام دولت انجام می‌شوند» را عامل استعفا دانسته بود. با این حال، موسوی گفته بود که هنوز برخی دلایل این استعفا آشکار نشده‌اند و قرار است آنها را بازگو کند. به گفته امیرارجمند، سخنگوی موسوی یکی از این دلایل مربوط به اعدام‌ها بود؛ او بی‌اطلاع گذاشتن موسوی از موضوع اعدام‌ها را عامل استعفا شمرده بود و گفته بود موسوی خواهان تشکیل هیئت تحقیق در این مورد شده بود، علاوه بر او، حسین مرتضوی زنجانی، رئیس وقت زندان اوین نیز بی اطلاعی موسوی از وقوع اعدام‌ها را تأیید کرده بود. هر چند شخص موسوی در زمان وقوع اعدام‌ها، اعلام برائت صریحی از آنها ابراز نکرد ولی در سالهای پس از آن، اعدام‌های دهه شصت و تابستان ۶۷ را «جنایت‌کارانه»، «خلاف» و «زشت» خواند. موسوی اردبیلی نیز بعدها مدعی شد با این اعدام‌ها مخالف بوده و در مخالفت سه بار به خمینی نامه نوشته است، او می‌گوید خمینی گفت: «که اینها دروغ می‌گویند و سر موضع هستند»، من عرض کردم: «من به این مطلب نرسیدم»، فرمودند: «ما رسیده‌ایم»

## فرایند اجرای حکم کشتار
عملیات فروغ جاویدان روز ۳ مرداد آغاز شد و ۷ مرداد پایان یافت. اعدام‌ها نیز پس از صدور فرمان خمینی در شش مرداد، شروع شدند.
به گزارش «مرکز اسناد حقوق بشر ایران» حکومت جمهوری اسلامی می‌دانست که اعدام زندانیان با قوانین بین‌المللی سازگار نیست؛ به همین دلیل، بسیار تلاش کرد که اطلاعاتی دربارهٔ اعدام‌ها به بیرون نرود.

### آغاز اعدام‌ها
اکثر مراجع روزهای پنجم تا هفتم مرداد را هنگام آغاز اعدام‌ها می‌دانند (عملیات فروغ جاویدان سوم مرداد آغاز شد) اما یرواند آبراهامیان این روز را ۱۹ ژوئیه (برابر با ۲۸ تیر) نگاشته است. به‌هرحال در این روز در سراسر ایران اقدامات خاصی در زندان‌ها صورت گرفت و تلویزیون‌ها و روزنامه‌ها جمع شد و زندانیان محدود شدند.
یرواند آبراهامیان می‌نویسد: «در نخستین ساعات روز جمعه ۲۸ تیرماه ۱۳۶۷ (۱۹ ژوئیه ۱۹۸۸) حصارهای آهنینی بر گرد زندان‌های اصلی در سرتاسر ایران کشیده شد. دروازه‌ها بسته و تلفن‌ها قطع شد. تلویزیون‌ها را از برق کشیدند و از توزیع نامه‌ها، روزنامه‌ها و بسته‌های دارویی (در زندان‌ها) خودداری ورزیدند. ساعات ملاقات منحل شد و بستگان زندانیان را از حول و حوش زندان‌ها پراکنده‌ساختند. به زندانیان دستور داده شد که در سلول‌های خود باقی بمانند و از صحبت با نگهبانان و کارگران افغانی خودداری کنند. رفت‌وآمد به مکان‌های عمومی مانند درمانگاه‌ها، کارگاه‌ها، قرائت خانه‌ها، تالارهای تدریس و حیاط‌ها ممنوع شد.»
در میان مسئولان و پاسدارهای زندان‌ها عبارت «این‌ها را ببر به بند» رمزی بود برای بردن زندانیان برای اجرای حکم اعدام.

### گروه عیاران
برخی از اعضای گروه «عیاران» — که هوادار سازمان مجاهدین خلق ایران بودند — نیز در قتل‌عام سال ۱۳۶۷ کشته شدند.

### موج دوم اعدام‌ها (اعدام اسلام‌ناباوران)
«از پاسدارها هم شنیدم که می‌گفتند یک کاری می‌کنیم که این‌ها (کمونیست‌ها) یا نماز بخوانند یا بمیرند». (گفتار یکی از زندانیان عقیدتی-سیاسی دربارهٔ قتل‌عام زندانیان اسلام‌ناباور)

در جریان قتل‌عام سال ۱۳۶۷، موج دوم اعدام‌ها یعنی اعدام زندانیان اسلام‌ناباور نیز انجام شد.
موج دوم کشتار زندانیان یعنی چپ‌کُشی از شهریور ۱۳۶۷ آغاز شد.
به گواهی یکی از جان‌به‌دربردگان قتل‌عام ۱۳۶۷، یکی از زندانیان (عقیدتی-سیاسی) به نام حسین طالقانی به دلیل اینکه به پرسش «آیا مسلمان هستی؟» پاسخ منفی داد، اعدام شد.

### پایان اعدام‌ها
بنابر کتاب خاطرات هاشمی رفسنجانی، دو ماه پس از آغاز اعدام‌ها در روز ۵ مهر ۱۳۶۷، روح‌الله خمینی بررسی وضعیت باقی‌مانده زندانیان سیاسی را به مجمع تشخیص مصلحت نظام واگذار نمود با تأکید بر اینکه این رسیدگی مطابق روال معمول و قبل از حوادث اخیر انجام شود. وزارت اطلاعات از این امر استقبال کرد ولی برخی قضات اوین مخالفت کردند و نظر تندتری داشتند.

### پرسش‌هایی که پاسخ نامناسب به آن‌ها باعث اعدام زندانیان می‌شد
پرسش‌هایی که از دید اعضای هیئت مرگ اگر پاسخ نامناسب به آن‌ها داده می‌شد، باعث اعدام زندانیان می‌شد:
1. آیا زندانی حاضر است که با حکومت جمهوری اسلامی، همکاری کند؟
2. آیا زندانی حاضر است که سازمان مجاهدین و رهبرش را محکوم کند؟
3. آیا زندانی به آرمان‌های سازمان مجاهدین، وفادار است؟[۷۲]

به گفته آبراهامیان، هیئت اعدام در تهران به زندانیان اطمینان می‌دادند که چند سؤال برای «اعطای عفو عمومی» می‌پرسند. از نظر او، این سوالات هیئت اعدام، همچون معرفی دوستان در جلوی دوربین، به گونه‌ای طراحی شده بودند که بتوانند شرافت، احترام و عزت نفس زندانیان را به چالش بکشند و از این رو افراد کمی می‌توانستند جان سالم به در ببرند. به عنوان مثال، در مورد مجاهدین سؤال مشخص "آیا حاضر به معرفی یاران سابق خود در برابر دوربین هستید؟"، "آیا حاضر هستید به خط مقدم رفته و از روی مین‌های دشمن عبور کنید؟" و در مورد چپ گرایان، "آیا به قرآن معتقد هستید؟"، "آیا حاضرید علنی ماتریالیسم تاریخی را نفی کنید؟"، "آیا حاضر به نفی اعتقاد گذشته‌تان در مقابل دوربین هستید؟" و "آیا در دوران کودکی، پدر شما نماز می‌خوانده، قرآن می‌خوانده و روزه می‌گرفته است؟" پرسیده شده است. بر اساس تحقیقات آبراهامیان، نظر شخصی هیئت مرگ گاهی متفاوت بوده است و در حالی که نیری تلاش می‌کرده که عده بیشتری را اعدام کند، اشراقی به دنبال کاهش تعداد اعدامیان بوده است.

#### فریب دادن زندانیان
بر پایه گفتهٔ نویسندگان گزارش «فتوای مرگبار» یک نه ساده کافی بود تا زندانی اعدام شود. برخی از اعضای «کمیسیون مرگ»، زندانیان را فریب می‌دادند یعنی ادعا می‌کردند از اعضای کمیسیون عفو هستند و می‌خواهند آن‌ها را آزاد (اعدام) کنند.

### دخالت دادن همه زندان‌بان‌ها در قتل‌عام
بر پایه منابعی، همه اعضای کادر زندان را در کشتار زندانیان، درگیر می‌دادند تا بعدها بر ضد حکومت، شهادت ندهند.

## قتل‌عام سال ۶۷ از دیدگاه دادگاه برون‌مرزی

### قتل عمد اعلام شدن کشتار زندانیان از سوی دادستان سوئدی
دادستان دادگاه محاکمه حمید نوری (یکی از عوامل قتل‌عام سال ۶۷) در سوئد، کشتار زندانیان عقیدتی (چپ) و سیاسی‌ای (مجاهدین خلق...) را که در ایران، زندانی بودند (یعنی در عملیات فروغ جاویدان-مرصاد-حضور نداشتند) و از قبل، حکم گرفته بودند، قتل عمد نامید و نوری را افزون بر قتل عمد، به جنایت جنگی نیز متهم کرد.

### محکوم شدن جمهوری اسلامی در دادگاه برون‌مرزی
دادستان پرونده حمید نوری در پایان سخنانش نظام جمهوری اسلامی ایران را در سال‌های ۱۳۵۹ تا ۱۳۶۸، ناقض حقوق انسانی شهروندان ایران و نیز مجرم اعلام کرد و مسئولیت کامل اعدام‌ها را خود جمهوری اسلامی دانست.

## نقض حقوق زندانیان

### توهین به زندانیان
به گواهی برخی از زندانیان، یکی از بازجویان (حوزوی) به نام محمد مقیسه (نام مستعار: ناصریان) زندانیان را «منافق خبیث» و «سگ منافق» و «مجاهد خبیث» خطاب می‌کرد.

### نگهداری اجباری در زندان پس از پایان حبس
«ملی‌کش» به زندانیانی گفته می‌شود که حکم حبس آنان پایان یافته؛ ولی در زندان می‌مانند تا به نظام جمهوری اسلامی ایران باورمند شوند.

### شکنجه شدن در اتاق گاز
برخی از بازجویان، از جمله، حمید نوری زندانیان را در «اتاق گاز» شکنجه می‌کردند.
همچنین یکی از زندانیان، به دلیل مسخره کردن شعری از خمینی، سه بار به «اتاق گاز» برده شده و پنج ماه در سلول انفرادی، حبس شده بود.

### موارد دیگر شکنجه
«به این نتیجه رسیدیم که بالآخره بعد [از] سه روز مقاومت، ما را می‌کشند؛ پس، بهتر است [که] صبح، بگوییم ما مسلمان نیستیم تا هر چه زودتر خلاص شویم. صبح که ناصریان (محمد مقیسه) آمد، گفتیم ما مسلمان نیستیم. گفت غلط کردید که نیستید؛ اول [به دلیل نماز نخواندن] حسابی [شلاق] بخورید، بعد بمیرید». (خاطرهٔ یکی از بازماندگان قتل‌عام ۶۷ دربارهٔ شکنجه به دست یکی از حوزویان بازجو)

1. اعدام نمایشی (مصنوعی)؛[۸۶]
2. تنبیه شدن به دلیل ورزش گروهی؛[۸۷]
3. پخش شکلات یا شیرینی با تمسخر و تحقیر پس از اعدام گروهی زندانیان؛[۸۸]
4. برده شدن به تاریک‌خانه (سلولی بدون نور و توالت و تنها با یک لباس زیر) همراه با ضرب و شتم؛[۸۹]
5. شکنجه دادن با گرسنگی در سلول انفرادی.[۹۰]

### تجاوز جنسی به زنان زندانی
«آیا می‌دانید که جنایاتی در زندان‌های جمهوری اسلامی به نام اسلام در حال وقوعند که شبیه آن در رژیم منحوس شاه، هرگز دیده نشد؟! آیا می‌دانید که تعداد زیادی از زندانی‌ها تحت شکنجه توسط بازجویانشان کشته شده‌اند؟! آیا می‌دانید که در زندان [شهر] مشهد، حدود ۲۵ دختر به خاطر آنچه بر آن‌ها رفته بود، مجبور به درآوردن تخمدان یا رحم شدند؟! آیا می‌دانید که در برخی زندان‌های جمهوری اسلامی، دختران جوان به زور، مورد تجاوز قرار می‌گیرند!»

نامه منتظری به خمینی پس از اطلاع از اعدام دسته‌جمعی زندانیان عقیدتی-سیاسی ایران در تابستان ۱۳۶۷.
گزارشگران ویژه سازمان ملل متحد در گزارش خود دربارهٔ خشونت علیه زنان از تجاوز به دختران باکره جوان زندانی پیش از اعدام به‌واسطه ازدواج اجباری در دهه ۱۳۶۰ (دهه ۱۹۸۰ میلادی) خبر داد و افزود که حالت‌های دیگری از خشونت جنسی همچنان در ایران ادامه دارد.

«تجاوز جنسی در زندان‌های [جمهوری اسلامی] ایران موضوعی قطعی است». محسن مخملباف

#### یک شایعه دربارهٔ برخی از تجاوزها
سال ۱۳۹۲ نهاد نمایندگی رهبری در دانشگاه‌ها ادعایی را به مخالفان نظام منسوب کرد که «ممنوعیت اعدام دوشیزگان و عقد آن‌ها همه شایعات ساخته و پرداخته منافقین است» و پیرو آن وبگاه پارسینه و ایسنا به نقل از سؤال پرسیده شده از آن نهاد از این شایعه که «امکان اعدام دختران باکره در اسلام وجود ندارد و به این دلیل طی اعدام‌های سال ۱۳۶۷ به دختران باکره محکوم به اعدام با عنوان صیغه پیش از اعدام تجاوز شده است» خبر دادند. ایسنا به نقل از پارسینه منشأ این موضوع را کتاب خاطرات منتظری مطرح کرد که در آن از جایز نبودن اعدام زنان و دختران مرتد در فتوای فقها گفته شده و اینکه برخی فقها به اعدام نکردن زنان محارب رأی داده‌اند و بر این اساس منتظری با خمینی مشاوره می‌کند و با موافقت وی، دستور لغو اعدام زنان را به نهادهای مربوط ابلاغ می‌کند. اما پس از آن به گفته خود منتظری:
بعد آمدند این طرف و آن طرف این‌طور وانمود کردند که فلانی گفته دخترها را اعدام نکنید اول آن‌ها را صیغه کنید بعد اعدام کنید! در خارج از کشور هم منافقین این را دست گرفته بودند. اصل جریان همین بود که من عرض کردم. ما تلاش داشتیم که زنان و دختران غیر از آنان که مرتکب قتل شده‌اند اعدام نشوند، من در همان زمان هم این دروغ تبلیغاتی مجاهدین خلق را تکذیب کردم.

### نقض حقوق کودکان
بر پایه گفته شاهدان و اسناد به‌دست آمده، در جریان اعدام دسته‌جمعی زندانیان سیاسی ایران در تابستان ۱۳۶۷، مسئولان اعدام در فرایند نقض حقوق کودکان، در مقابل کودکان زیر ۱۴ سال، اعضای خانواده‌شان را تیرباران و اعدام می‌کردند. کودکان و نوزادان را همراه با خانواده خود، در سلول‌های انفرادی حبس می‌کردند. همچنین شواهد و شاهدان نشان می‌دهند که ده‌ها کودک زیر ۱۸ سال که اکثر آن‌ها دختر بودند، اعدام شدند.

#### شکنجه کودکان
یکی از زندانیان سیاسی به نام منوچهر اسحاقی می‌گوید که در ۱۳ سالگی بازداشت و شکنجه شد و در سلول انفرادی حبس شد. وی هر روز در زندان، گریه می‌کرد.

### ناپدید شدن برخی از زندانیان پس از آزاد شدن
برخی از زندانیان (با اینکه دربارهٔ نگرش سیاسی خود، ابراز پشیمانی کرده بودند)، پس از آزاد شدن ناپدید شدند.

### تقسیم دارایی‌های کشته‌شدگان به عنوان غنیمت
پاسدارها دارایی‌های زندانیان اعدام‌شده را به عنوان غنیمت برمی‌داشتند.

## نقض حقوق خانواده کشته‌شدگان

### تحقیر و آزار خانواده کشته‌شدگان
به پدر یکی از کشته شدگان قتل‌عام ۱۳۶۷، خبر اعدام فرزندش را می‌دهند و به وی می‌گویند: «پسرت را کشتیم. او بد بود. جایش در جهنم است. جسد را هم نمی‌دهیم» و حتی ساک تحویل داده شده به پدر، متعلق به فرزندش نبود.

## تعداد اعدامیان
تعداد دقیق اعدام‌ها هرگز فاش نشد و بین مراجع مختلف در مورد آن‌ها اختلاف وجود دارد. تعداد قربانیان این واقعه نزد مراجع مختلف متفاوت و بین ۳۰۰۰ تا ۴۴۸۴ نفر تخمین زده می‌شوند. گزارشگر ویژه حقوق بشر سازمان ملل متحد تعداد زندانیان سیاسی اعدام‌شده را دست‌کم ۱۸۷۹ نفر اعلام کرده است.
علی‌اکبر هاشمی رفسنجانی به نقل از علی شوشتری، معاون قضایی و جانشین مسئول سازمان زندان‌ها، تعداد اعدام‌شدگان را حدود ۱۷۰۰ نفر عنوان می‌کند.

### لیست کشته‌شدگان
حسینعلی منتظری در کتاب خاطرات خود، اظهار می‌کند که طبق گزارش‌هایی که به او داده‌اند حدود ۲۸۰۰ یا ۳۸۰۰ نفر را اعدام کرده‌اند.
کامل‌ترین لیست این زمینه لیست سایت عصر نو است که از جمع تمامی لیست‌های یادشده حاصل شده است. این لیست که به همت ب. آزاده و ب. آذرکلاه جمع‌آوری شده جمعاً شامل ۴۴۸۱ نفر است.

### محل دفن

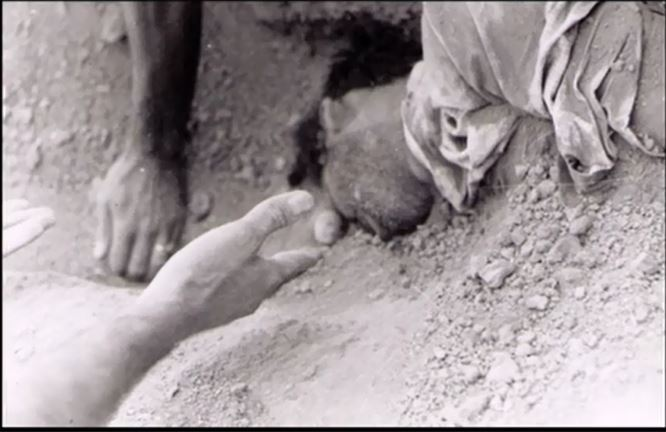
عکس از اجساد اعدام شدگان سال۶۷ در گورستان خاوران

- عکس از اجساد اعدام شدگان سال۶۷ در گورستان خاورانبیشتر اعدام‌شدگان چپ‌گرای زندان‌های تهران در گورهای دسته‌جمعی در گورستان خاوران به خاک سپرده‌شدند.[۱۱۸]

۴ اردیبهشت ۱۴۰۰ در اطلاعیه‌ای برخی از اعضای خانواده‌های اعدام شدگان دهه ۶۰ اعتراض خود را نسبت به حفر قبرهای تازه در گورستان خاوران به عنوان «یکی از بزرگ‌ترین گورستان‌های دسته جمعی هزاران زندانی سیاسی اعدام شده در ایران» ابراز داشته و از این اقدام به عنوان تلاش تازه حکومت جمهوری اسلامی برای فراموشی «بقایای جنایاتش در سال‌های دهه ۶۰ و قتل‌عام تابستان ۱۳۶۷» نام برده‌اند.
- حداقل ۴۴ زندانی سیاسی مرد و زن در اهواز در گورهای جمعی در «منطقه پادادشهر» دفن شدند.[۱۲۱][۱۲۲]

### واکنش‌ها
در روز ۹ اردیبهشت ۱۴۰۰ عفو بین‌الملل از مقامات جمهوری اسلامی خواست تا تخریب محل گورهای جمعی خاوران را متوقف کنند و اجازه دهند تا بهائیان تحت آزار و شکنجه با شرافت دفن شوند.

## مسئولان اعدام‌ها
«ناصریان (محمد مقیسه) من را برد روی یک صندلی چوبی نشاند و گفت چشم‌بندت را بردار! چشم‌بند را که برداشتم هیئت را در مقابلم دیدم و نیری، اشراقی و پورمحمدی را شناختم. نیری را آن زمان شاید همه مردم ایران می‌شناختند که کمتر از مرگ حکم نمی‌داد». (گفتار یکی از بازماندگان قتل‌عام ۱۳۶۷ در هنگام محاکمه شدن)

«بروید خدا را شکر کنید که زنده هستید. ما اگر می‌خواستیم فتوای امام [خمینی] را به‌طور کامل اجرا کنیم باید نصف مردم ایران را دستگیر و اعدام می‌کردیم». (گفتهٔ حمید نوری، یکی از عوامل قتل‌عام سال ۱۳۶۷ در خطاب به برخی از زندانیان)

«افتخار می‌کنیم که حکم خدا و رسول را اجرا کردیم».
مصطفی پورمحمدی، از اعضای هیئت چهار نفره اعدام‌ها در ۷ شهریور ۱۳۹۵ و پس از انتشار نوار صوتی.

در زمان این اعدام‌ها خمینی بالاترین مقام کشور بود و از طرفی بخش عمدهٔ این‌ها به دستور شخص او (نامه در بالا موجود است) و البته طبق سازوکار مشخصی (محاکمه توسط هیئت سه نفره و صدور رأی بنابر رأی اکثریت که در مورد اعدام توصیه کرده بود، بنا را بر اجماع بگذارند) صورت گرفته بود. حسینعلی منتظری در اینباره نامه‌ای به خمینی نوشت و شخص سید روح‌الله خمینی را مسئول این اعدام‌ها دانست و از او انتقاد کرد.
از دیگر افراد رده بالای آن زمان که در هنگام قتل‌عام زندانیان دارای مسئولیت‌های مرتبطی بودند می‌توان به این افراد اشاره کرد:
- حسین‌علی نیری، حاکم شرع
- مرتضی اشراقی، دادستان تهران[۵۰]
- سید ابراهیم رئیسی، معاون دادستان تهران[۱۳۴]
- مصطفی پورمحمدی، نمایندهٔ وزارت اطلاعات در کمیسیون مرگ[۱۳۵]

در فروردین ۹۶ موسوی تبریزی ضمن رد دست داشتن در اعدام‌ها و اعلام اینکه در سال‌های ۶۷ و ۶۸ اصلاً در قوه قضائیه نبوده، گفت «این مسلم است که آقای رئیسی جزو آن دسته افرادی بودند که حکم دربارهٔ زندانی‌های سال ۶۷ به او ابلاغ شده بود. رئیسی بعد از آقای لاجوردی جانشین دادستان انقلاب تهران بود و این موضوع را از خود آقای رئیسی باید بپرسید.»

### هیئت مرگ
در منابع گوناگونی، از حسین‌علی نیری (حاکم پیشین شرع)، مرتضی اشراقی (دادستان پیشین تهران)، سید ابراهیم رئیسی (معاون پیشین دادستان تهران) و مصطفی پورمحمدی (نمایندهٔ وقت وزارت اطلاعات) به عنوان مسئولان هیئت مرگ یاد شده است.

#### اعلام نام‌های اعضای هیئت مرگ از سوی دادگاه سوئدی
دادگاه محاکمه حمید نوری (نام مستعار: عباسی) در سوئد با استناد به گزارش‌های گوناگونی همچون: گزارش کمیته حقیقت‌یاب و نیز گفته‌های شاهدان و شاکیان پرونده، با اعلام نام‌های اعضای هیئت مرگ یعنی حسین‌علی نیری، مرتضی اشراقی، مصطفی پورمحمدی، ابراهیم رئیسی، اسماعیل شوشتری، محمد مقیسه (نام مستعار: ناصریان) و تقی عادلی به کار خود در روز دوم جلسه محاکمه، خاتمه داد.

### دخالت سپاه پاسداران در قتل‌عام سال ۶۷
بر پایه برخی از منابع، سپاه پاسداران انقلاب اسلامی نیز در قتل‌عام سال ۶۷ دخالت داشته است.
همچنین برخی از پاسدارها روی جنازه زندانیان، راه می‌رفتند.

### اشتباهات دربارهٔ نام مسئولان اعدام‌ها
سید روح‌الله خمینی نام کوچک افراد منصوب را در نامه خود ذکر نکرده است و از همین رو اشتباهاتی در بسیاری منابع به وجود آمده است. نام حسین‌علی نیری در بسیاری منابع خصوصاً در مطالب مجاهدین خلق به اشتباه ایرج نیری ذکر شده است. یرواند آبراهامیان، مرتضی اشراقی را رئیس هیئت و آیت‌الله می‌خواند در حالی که او اساساً روحانی نبوده است و در نامه خمینی هم، برخلاف نیری که حجت‌الاسلام خوانده شده، هیچ لقبی ندارد. مسعود انصاری هم، در کتاب خود به نام کشتار، عکسی از شهاب‌الدین اشراقی (داماد خمینی) منتشر و او را مرتضی اشراقی معرفی نموده است.

## جای دفن گروهی کشته‌شدگان
نام‌های برخی از گورستان‌هایی که پیکرهای زندانیان قتل‌عام‌شده در سال ۱۳۶۷ در آن‌ها به‌طور دسته‌جمعی و بی‌نشان دفن شده‌اند:
1. خاوران تهران؛
2. خاوران سمنان؛
3. خاوران گلستان
4. گورستان دزفول
5. گورستان زنجان
6. گورستان ارومیه
7. گورستان مسجد سلیمان...

## اظهارات مقامات جمهوری اسلامی دربارهٔ اعدام‌ها
«بزرگ‌ترین جنایتی که در جمهوری اسلامی شده و در تاریخ، ما را محکوم می‌کند، به دست شما انجام شده و [نام] شما را در آینده، جزو جنایت‌کاران در تاریخ می‌نویسند!»
حسینعلی منتظری، در آغاز جلسهٔ خصوصی با حسین‌علی نیری، مصطفی پورمحمدی، سید ابراهیم رئیسی و مرتضی اشراقی در تاریخ ۲۴ مرداد ۱۳۶۷.

سید روح‌الله خمینی در آخرین نامه خود به منتظری در بخشی از نامه چنین می‌نویسد:
«مثلاً در همین دفاعیه شما از منافقین تعداد بسیار معدودی که در جنگ مسلحانه علیه اسلام و انقلاب محکوم به اعدام شده بودند را منافقین از دهان و قلم شما به آلاف و الوف رساندند و می‌بینید که چه خدمت ارزنده‌ای به استکبار کرده‌اید.»
مجید انصاری رئیس سابق سازمان زندان‌ها، رئیس فراکسیون «اصلاح‌طلب‌ها» در مجلس پنجم و ششم و از گردانندگان مجمع روحانیون مبارز می‌گوید:
«عده‌ای از زندانیان در زندان تشکیلات داشتند که پس از عملیات مرصاد کشف شد؛ لذا اینان که تعداد بسیار کمی بودند پس از عملیات اعدام شدند».
مصطفی پورمحمدی تنها فرد منتسب به حضور در جریان اجرای اعدام هاست که در مورد آن اظهار نظر کرده است. او در سال ۱۳۹۲ این امر را تکذیب نمود و گفت: «اینکه من در دهه ۶۰ لیستی از اعدامی‌ها را نزد آیت‌الله منتظری برده‌ام و ایشان مخالفت کرده‌اند قطعاً دروغ است، من در وزارت اطلاعات یک روز پست امنیتی نداشتم… بنابراین درگیر اعدام‌ها نبودم.» با این حال پس از انتشار نوار آیت‌الله منتظری از جلسه‌ای که وی نیز در آن حضور دارد و صحبت می‌کند در اظهار نظر دیگری گفت: «ما افتخار می‌کنیم که دستور خدا را در رابطه با منافقین اجرا کردیم»
علی‌اکبر ولایتی، وزیر امور خارجه، زندانیان اعدامی را افرادی دانست که در تلاش برای پیشروی به خاک ایران یا قتل شخصیت‌های سیاسی بودند، او خاطر نشان کرد:
«در این کشور کسانی که (اقدام به مبارزهٔ مسلحانه می‌کنند) باید کشته شوند و این قانون است… زندانیانی که در این ماه‌های اخیر اعدام شده‌اند مجاهدین خلق بوده‌اند که سعی داشتند به داخل ایران پیشروی کنند. سایر اعدام شدگان نیز به قتل شخصیت‌های سیاسی اعتراف کرده بودند.»
نظر محمدجواد لاریجانی معاون سابق وزیر خارجه، در مصاحبه با کانال ۲ بی‌بی‌سی چنین بود:
خبرنگار: «چند اعدام از این نوع (قتل‌عام پس از آتش‌بس) وجود داشته است؟»
لاریجانی: «من دقیقاً نمی‌دانم. فکر نمی‌کنم تعداد زیادی باشد… هزار نفر دو هزار نفر چیز زیادی نیست. ما دو میلیون افغانی و بیش از نیم میلیون عراقی را غذا می‌دهیم.»
خبرنگار: «آیا شما می‌خواهید بگویید که از زمان آتش‌بس هیچ گونه اعدام سیاسی در ایران انجام نگرفته است؟»
لاریجانی: «من نمی‌توانم آن را بگویم. چون ما افرادی را در زندان داشتیم که متهم به فعالیت مسلحانه علیه کشور بوده‌اند. آن‌ها در انتظار بوده‌اند و هنوز هم هستند تا به درستی محاکمه شوند و ممکن است که مجازاتشان اعدام باشد.» (۲۴ بهمن ۱۳۶۷)
با این وجود، منتظری، قائم مقام سابق بیت رهبری، ضمن انتقاد از نحوه محاکمات در خاطرات خود چنین نوشت:
«بالاخره این مطالب را من برایشان (نیری- اشراقی- پورمحمدی و رئیسی) خواندم بعد یک نسخه از آن را هم به آن‌ها دادم و شفاهی به آن‌ها گفتم:
الان دهه محرم است، یک مقدار دست نگه دارید»، بعد به آن‌ها گفتم: «اگر امام اصرار دارند شما یک عده از آن‌ها را که در زندان شیطنت می‌کنند و تبلیغ و فعالیت دارند مجدداً با روش صحیح بازجویی کنید و آن‌ها را درست محاکمه کنید و پس از محاکمه اگر محکوم به اعدام شدند اعدام‌شان کنید، در این صورت لااقل کسی نمی‌گوید کسی را که به پنج سال زندان محکوم شده است جمهوری اسلامی اعدام کرده است».
سید محمد موسوی خوئینی‌ها دادستان وقت کل کشور در تأیید اعدام‌های انجام گرفته در کشور اعم از سیاسی و غیرسیاسی گفت:
«ما از بالا رفتن آمار اعدام‌ها واهمه‌ای نداریم.»
سید علی خامنه‌ای ریاست جمهوری وقت با ادعای همکاری افراد دربند با افرادی که اقدام مسلحانه در تجاوز به مرزهای جمهوری اسلامی نمودند، در دیدار با دانشجویان گفت:
«مگر ما مجازات اعدام را لغو کردیم؟ نه! ما در جمهوری اسلامی مجازات اعدام را داریم برای کسانی که مستحق اعدامند… این آدمی که توی زندان، از داخل زندان با حرکات منافقین که حملهٔ مسلحانه کردند به داخل مرزهای جمهوری اسلامی … ارتباط دارد، او را به نظر شما باید برایش نقل و نبات ببرند؟ اگر ارتباطش با آن دستگاه مشخص شده، باید چه کارش کرد؟ او محکوم به اعدام است و اعدامش هم می‌کنیم. با این مسئله شوخی که نمی‌کنیم»
به گفته علی فلاحیان با توجه به اینکه سازمان مجاهدین خلق یک گروه محارب محسوب می‌شده‌اند، حکم قضایی اعضای آن اعدام بوده و این مسئله که برخی از آن‌ها در زندان نگه داشته شده بودند به نوعی تخفیف محسوب می‌شده است؛ لذا وی اعدام آن‌ها در سال ۶۷ را بازگشت به حکم اولیه می‌داند.
حسینعلی نیری عضو «هیئت مرگ» در اعدام‌های سال ۶۷ در گفت‌وگو با مرکز اسناد انقلاب اسلامی در مورد این اعدام‌ها گفت که «وضع مملکت بحرانی بود» اگر «قاطعیت خمینی نبود، «امنیت» نداشتیم و «شاید اصلاً نظام نمی‌ماند.» و «در این شرایط که نمی‌شود با «قربانت بروم و فدایت بشوم» کشور را اداره کرد!» او در پاسخ به سؤال دیگری دربارهٔ اینکه «می‌گویند کسی که در زندان بود و داشت حبسش را می‌گذراند چه لزومی داشت که مجدد محاکمه شود؟» بیان داشت: «این‌ها به خاطر همان پرونده محاکمه نشدند که. این‌ها در زندان دوباره شلوغ کردند… این‌ها می‌گفتند ما ضرر اقتصادی به نظام بزنیم. سیم تلفن را قطع کنیم. لامپ را بشکنیم»
ناصر رضوی، کارشناس پیشین وزارت اطلاعات و از مدیران ارشد ایران وزارتخانه در حوزۀ مسائل سازمان مجاهدین خلق ایران که در زمان انجام عملیات مرصاد مسئول تهیۀ گزارش این عملیات برای مقامات عالی‌رتبۀ جمهوری اسلامی بوده در مصاحبه‌ای با روزنامۀ هم‌میهن اظهار داشت در جلسۀ ارائۀ گزارش مزبور به محمد محمدی ری‌شهری وزیر وقت اطلاعات، تلفن اضطراری دفتر وزیر که مستقیماً به دفتر خمینی وصل بوده زنگ خورده و ری‌شهری پس از آن تلفن، ادعا کرده که سازمان مجاهدین با زندانیان زندان اوین در ارتباط بوده و قرار بوده همزمان با عملیات فروغ جاویدان در زندان‌ها شورشی انجام دهد. با این وجود رضوی می‌گوید با توجه به تسلط دستگاه اطلاعاتی بر زندان و حساسیت این مسئله امکان ارتباط با داخل زندان وجود نداشته و چنین شورشی امکانپذیر نبوده است.

## بازتاب واقعه در بیرون از ایران

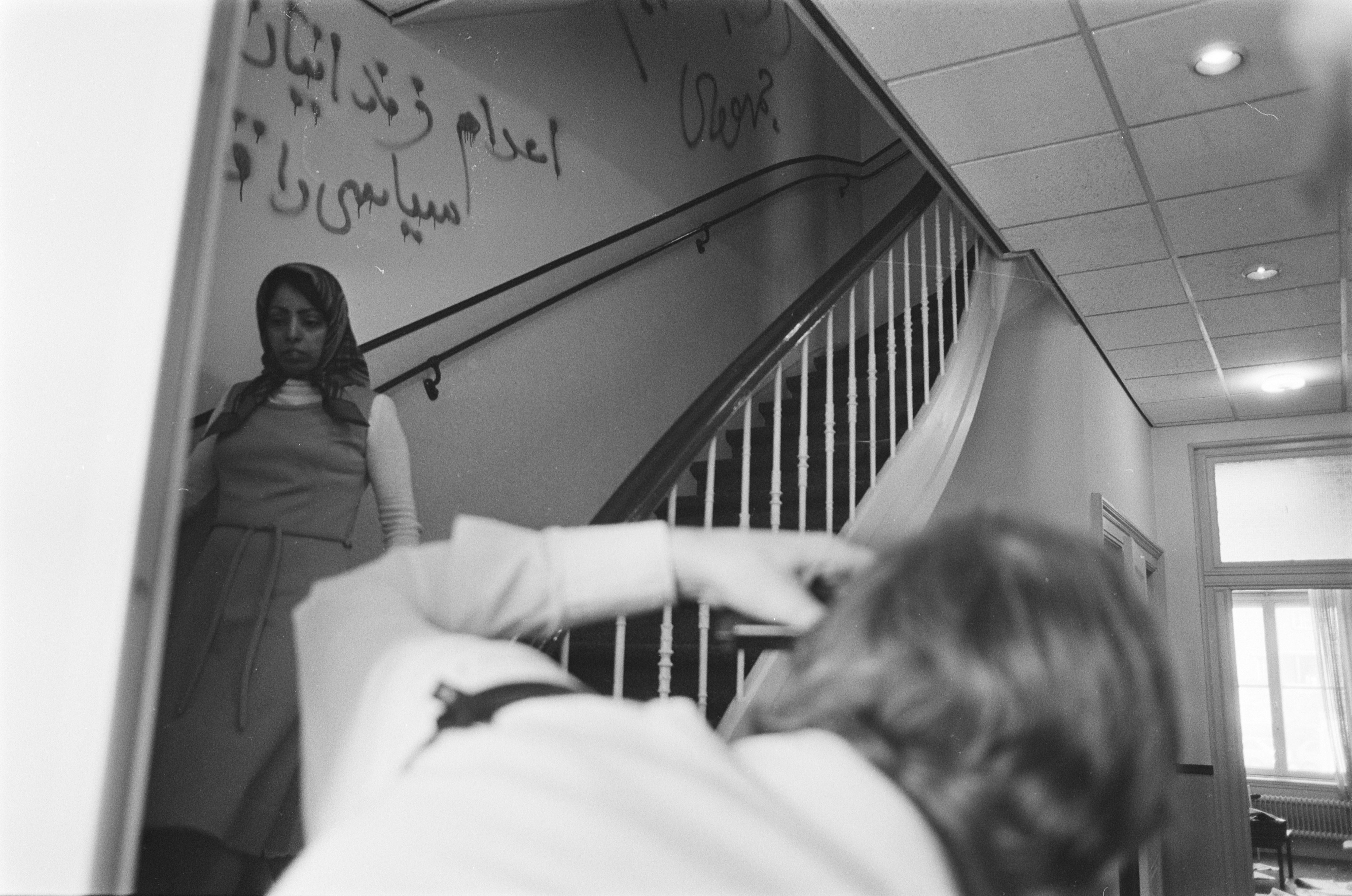
شعارنویسی علیه اعدام زندانیان سیاسی بر دیوار داخلی ساختمان سفارت ایران در لاهه به تاریخ ۲۶ آوریل ۱۹۸۴ م.

### ایران تریبونال
در روزهای ۲۵، ۲۶ و ۲۷ اکتبر ۲۰۱۲، کاخ صلح در لاهه میزبان بازماندگان اعدام‌های دهه شصت در ایران بود. این کارزار جهانی از سوی یک نهاد مستقل به نام ایران تریبونال تشکیل شده است. هدف، تحت پیگرد قرار دادن عاملان کشتار گسترده زندانیان سیاسی در ایران است. شماری از وکیلان و فعالان جهانی حقوق بشر با این نهاد همکاری دارند. پس از نخستین جلسه شنود بازماندگان در لندن در ژوئیه ۲۰۱۲، دومین جلسه شنود در کاخ صلح لاهه در هلند برگزار شد. به گزارش شبکه ایرانیان هلند صدها نفر در جلسات شنود در لاهه شرکت کردند.
این تشکیلات در معرفی خود هسته نخست شکل‌گیری‌اش را از اردوی تابستانی تشکیل شده در یکی از جزایر اطراف استکهلم سوئد در اواخر شهریور ۸۶ اعلام کرده است که "با حضور جمعی از اعضای خانواده‌های جان سپردگان دهه شصت و زندانیان سیاسی جان به‌دربرده از کشتار زندانیان سیاسی در این دهه، تشکیل شده و این گروه کارزاری را برای رسیدگی به کشتار زندانیان سیاسی در دهه شصت، با یاری و همراهی فعالان عرصه‌های سیاسی و اجتماعی آغاز کردند. دست اندرکاران ایران تریبونال می‌گویند که "همگامان" این گروه در تورنتو و کالیفرنیا"به صورت خودجوش با تشکیل دو شبکه اجتماعی، اقدام به جمع‌آوری کمک مالی مردمی برای برگزاری مرحله دوم دادگاه کردند.
این دادگاه موسوم به دادگاه مردمی به تقاضای عده‌ای از ایرانیان، علیه حکومت جمهوری اسلامی در لاهه تشکیل شده و براساس خبری که از سوی دست‌اندرکاران دادگاه انتشار یافته، قضات دادگاه، در رای مقدماتی خود، در تاریخ ششم آبانماه ۱۳۹۱ خورشیدی، ۲۷ اکتبر ۲۰۱۲ میلادی، حکومت ایران را به جنایت علیه بشریت متهم کرده‌اند.
در اعلامیه‌ای که به همین مناسبت از سوی برگزارکنندگان دادگاه انتشار یافته، گفته می‌شود:
 این نخستین بار است که جمهوری اسلامی، در یک دادگاه بی‌طرف و به اتفاق آرای قضات مستقل آن، به جنایت علیه بشریت، محکوم شده است.
در این اعلامیه اضافه شده که دادگاه لاهه، از دولت ایران نیز دعوت کرده بود که برای پاسخگویی به اتهام‌های وارده، در جلسه‌های دادرسی حضور یابد ولی جمهوری اسلامی از شرکت در دادگاه خودداری کرد.

### اتحادیه اروپا
نمایندگان اتحادیه اروپا کشتارهای سال ۱۳۶۷ در ایران را نسل‌کشی دانستند.

### گفت‌وگوهای زندان
گروهی از زندانیان سیاسی سابق که با انتشار نشریه، یادِ زندانیان جان باخته را زنده نگه می‌داشتند، در سال ۱۳۸۴ یک گروه از این زندانیان سابق که خاطرات هَم بندان خود را با نام گفتگوهای زندان منتشر می‌کردند با فراخوانی، نخستین سمینار را با نامِ «کشتار زندانیان سیاسی درایران» در شهر کلن آلمان برپا کردند. از آن تاریخ به بعد هر دو سال یک بار این گروه، گردهمایی برگزار می‌کنند. در کنار سمینار برای نخستین بار نمایشگاهی از نام و مشخصات و عکس حدود ۳۰۰۰ تن از اعدام‌شدگان سال ۱۳۶۷ و نمونه‌هایی از نامه‌های اعدام‌شدگان و کارهای دستی شان به نمایش گذاشته شد. این گروه از زندانیان سیاسی سابق دریافت هرگونه کمک از نهادهای حقوق بشری یا دیگر سازمان‌های بین‌المللی را رد می‌کنند و هزینه‌های برگزاری گردهمایی‌ها و نشریه و کتاب را تنها از کمک‌های اعضا تأمین می‌کنند.

### بنیاد عبدالرحمان
بنیاد عبدالرحمان برومند در تارنمایی رسمیِ خود، بنیاد را نهادی برای پیشبرد حقوق بشر و دموکراسی (مردم سالاری) در ایران معرفی می‌کند که «غیرانتفاعی و غیردولتی می‌باشد و به یاد دکتر عبدالرحمان برومند، وکیل دادگستری پایه‌گذاری شده است.» این بنیاد در مورد امور مالی فعالیت‌های خود می‌نویسد که از حمایت مالی افراد و سازمان‌های خیریهٔ متعددی برخوردار است. ۴۵درصد بودجهٔ سالیانهٔ بنیاد برومند از سازمان‌های خیریهٔ خصوصی آمریکایی، ۴۵ درصد آن از سازمان‌های خیریهٔ خصوصی اروپایی، و ۹درصد بودجه‌اش از بنیاد ملّی برای دموکراسی (ند) تأمین می‌شود. ند سازمانی است غیردولتی و غیرانتفاعی، که بودجه‌اش از طرف کنگره ایالات متحدهٔ آمریکا تأمین می‌شود اما از دولت مستقل است و تحت نظارت هیئت مدیره‌ای مستقل و غیر حکومتی اداره می‌شود.

### عدالت برای ایران
این سازمان پس از انتخابات بحث‌برانگیز سال ۱۳۸۸ ایران آغاز به کار کرد؛ و فعالیتشان را "ثبت و مستندسازی موارد نقض حقوق بشر با رعایت استانداردهای حقوقی بین‌المللی از سویی و تلاش برای پاسخگو کردن ناقضان حقوق بشر در عرصه بین‌المللی " عنوان می‌کند. این سازمان از دو پروژه نام می‌برد که هم‌زمان در دست دارد پروژه "جنایت بی‌عقوبت" با هدف مستندسازی موارد شکنجه جنسی علیه زندانیان سیاسی زن پس از انقلاب ۵۷ و دومین پروژه که در دست دارند "پرونده‌سازی برای ناقضان حقوق بشر" است. در تارنمای این تشکل از کمک‌های شبکه زنان تحت قوانین مسلمانی (WLUML)، بنیاد هیوس و نیز مبتکران و مجریان جایزه لاله مدافعان حقوق بشر هلند قدردانی شده است.

## سالگرد
روز جمعه ۷ شهریور ۱۳۹۹ تعدادی از خانواده‌های اعدام‌شدگان قتل‌عام ۶۷ در گورستان خاوران در سی و دومین سالگرد اعدام‌های سیاسی ۶۷ در حالی که هنوز محل دقیق دفن آنها مشخص نیست، گرد هم آمدند تا این روز را گرامی دارند که بعد از ساعاتی توسط نیروهای امنیتی و انتظامی متفرق شدند.

## واکنش‌ها
- در سوم شهریور ۱۳۶۷، مسعود رجوی با ارسال تلگرامی به دبیرکل وقت سازمان ملل متحد، خاویر پرز دکوئیار، جهان را از وقوع یک قتل‌ عام بزرگ در زندان‌های ایران مطلع کرد. رجوی در این تلگرام، حکم دست‌نویس خمینی برای اعدام زندانیان سیاسی و موج دستگیری‌های سیاسی که شامل بیش از ۱۰ هزار نفر بود، را افشا کرد. او نوشت: «اعدام‌های دسته‌جمعی زندانیان سیاسی آغاز شده است، در حالی که بسیاری از آنان دوران محکومیت‌شان را تمام کرده‌اند.»[۱۷۳]
- ۸ آذر ۱۴۰۰، در نامه‌ای خطاب به آنتونیو گوترش، دبیرکل سازمان ملل، بیش از صد ورزشکار ایرانی از جمله تعدادی از قهرمانان جهان و المپیک، خواستار آن شده‌اند که با احاله پرونده قتل‌عام ۱۳۶۷ به شورای امنیت ملل متحد، دست‌اندرکاران این قتل‌عام به ویژه علی خامنه‌ای و ابراهیم رئیسی به عنوان «یکی از آمران این نسل‌کشی و جنایت علیه بشریت» مورد حسابرسی قرار گرفته و محاکمه شوند.[۳۷]

### واکنش‌های بین‌المللی
- در روز دوشنبه ۸ مرداد ۱۳۹۸ بعد از اظهارات مصطفی پورمحمدی، مشاور رئیس قوه قضائیه و وزیر سابق دادگستری ایران در دفاع از اعدام‌های گسترده سال ۶۷، سازمان عفو بین‌الملل بیانیه‌ای منتشر کرد که در آن آمده است: «این اظهارات بار دیگر به شکل برجسته نشان می‌دهد که مقام‌های ارشد درگیر در آن کشتارها خود را مصون از محاکمه و مجازات می‌بینند.» همچنین در این بیانیه عفو بین‌الملل، اظهارات پورمحمدی در دفاع از اعدام‌های دسته‌جمعی زندانیان سیاسی و گسترده را، گویای مصونیت آمران این کشتار دانست و خواستار اجرای عدالت در مورد آنها شد.[۱۷۴][۱۷۵]
- روز چهارشنبه ۱۹ آذر ۱۳۹۹ عفو بین‌الملل با منتشر کردن بیانیه‌ای از طرف گروهی از کارشناسان حقوق بشر سازمان ملل به حکومت جمهوری اسلامی هشدار داد که «تخلفات حقوق بشری پیشین و ادامه‌دار این کشور در مورد پرونده کشتار زندانیان در تابستان ۱۳۶۷ می‌تواند جنایت علیه بشریت محسوب شود و اگر این تخلفات ادامه یابد، تقاضای تحقیقات بین‌المللی خواهند کرد.»[۱۷۶][۱۷۷][۱۷۸]
- روز دوشنبه ۱۳ اردیبهشت ۱۴۰۰ بیش از ۱۵۰ مقام سابق سازمان ملل و کارشناسان مشهور حقوق بشر و حقوق بین‌الملل و ۲۴ سازمان غیردولتی بین‌المللی، نامه سرگشاده‌ای به میشل باشله، کمیسر عالی حقوق بشر سازمان ملل، ارسال کرده و خواستار تشکیل کمیسیون تحقیق بین‌المللی در مورد کشتار هزاران زندانی عقیدتی-سیاسی در ایران در تابستان ۱۳۶۷ شدند. امضاکنندگان این نامه سرگشاده شامل مری رابینسون، رئیس‌جمهور سابق ایرلند و کمیسر عالی سابق سازمان ملل، یکی از معاونان دبیرکل سابق سازمان ملل، ۲۸ گزارشگر ویژه پیشین سازمان ملل در زمینه حقوق بشر و روسای کمیسیون‌های تحقیقاتی قبلی سازمان ملل در مورد نقض حقوق بشر در اریتره و کره شمالی و ۲۴ سازمان غیردولتی بین‌المللی از جمله نهاد «عدالت برای قربانیان کشتار ۱۳۶۷» (JVMI)، مرکز بین‌المللی عدالت انتقالی (ICTJ)، سازمان جهانی علیه شکنجه (OMCT) و مرکز حقوق بشر رائول والنبرگ می‌باشند.[۳۱][۳۲][۳۳]
- چهارشنبه ۱۸ خرداد ۱۴۰۱، سازمان دیدبان حقوق بشر اعدام هزاران زندانی سیاسی در سال ۱۳۶۷، توسط جمهوری اسلامی ایران را «جنایت علیه بشریت» خواندو در سند بیانیه‌ای که صادر کرد، نوشت: «شواهد زیادی برای این واقعه در دست است و مورخان ایران، پژوهش‌گران حقوق بشر، و تحلیل‌گران سیاسی بر سر وقوع این اعدام‌های دسته‌جمعی توافق دارند، و دیده‌بان حقوق بشر معتقد است این اقدام فاجعه‌بار مشمول تعریف جنایت علیه بشریت می‌شود.» این سازمان یکی از اهدف انتشار این سند را «پاسخگو کردن عاملان بازمانده» خوانده است.[۳۸]

## بازداشت یکی از متهمان قتل‌عام ۶۷
در آبان ۱۳۹۸ یکی از دادیاران سابق قوهٔ قضاییه در زمان اعدام‌های سال ۶۷ در کشور سوئد بازداشت شد. در اسناد و مدارک موجود از حمید نوری (با نام مستعار حمید عباسی) به عنوان یکی از اعضای هیئت اعدام در گوهردشت کرج یاد شده است. ایرج مصداقی و کاوه موسوی (حقوقدان) پیگیر بازداشت نوری در خارج از ایران بوده‌اند. موسوی اعلام کرد که نوری به جنایت جنگی، جنایت علیه بشریت، شکنجه و مشارکت در جرم مستمر (با استناد به بازنگرداندن جنازه‌های قربانیان) متهم است. در ۲۲ آبان ۹۸ دادگاهی در سوئد حکم به بازداشت ۱ ماههٔ حمید نوری داد تا شاکیان پرونده بتوانند در این زمان مدارک کامل برای محکوم کردن او ارائه کنند.

## فیلم مستند

پوستر فیلم مستند آن‌ها که گفتند نه

دربارهٔ واقعه کشتار زندانیان سیاسی در دهه ۶۰ فیلم‌های مستند فراوانی ساخته شده و همچنین نمایشنامه‌های مختلفی به روی صحنه رفته است.

### سرگذشت‌های ناتمام
این فیلم مستند، روایت خانواده‌های اعدامیان تابستان ۶۷ است که توسط بنیاد برومند ساخته شده است.

### رؤیای آزادی
در سال ۲۰۱۳ تلویزیون فارسی‌زبان من و تو در بیست و پنجمین سالگرد کشتار زندانیان سیاسی سال ۶۷ مستند رؤیای آزادی را پخش کرد که روایت زنانی است که دههٔ ۶۰ را به عنوان زندانیان سیاسی سپری کرده‌اند. این مستند برای اولین بار با مصاحبه با این زنان زندانی از شرایط و اتفاقات آن دوران پرده برداشت.
آن‌ها در این مدت بسیاری از هم بندان خود را از دست می‌دهند. برخی از آنان خودکشی می‌کنند، برخی زیر شکنجه‌های جسمی و روحی طاقت‌فرسا جان می‌بازند، تعدادی دیگر مجنون شده و بسیاری دیگر از آن‌ها اعدام می‌شوند. این فیلم از زبان این زنان نشان می‌دهد چگونه شکنجه گران جمهوری اسلامی با زیر پا گذاشتن عواطف و احساسات انسانی و همچنین نابود کردن روح و روان زندانیان سیاسی و تفتیش عقاید از آنها، تلاش می‌کنند تا آن‌ها در رویه فکری خود وادار به تجدید نظر شوند.

### آن‌ها که گفتند نه
در سال ۲۰۱۴ نیما سروستانی، فیلمساز ایرانی مقیم سوئد فیلمی با عنوان آن‌ها که گفتند نه، دربارهٔ کشتارهای سال ۶۷ ساخت. ایرج مصداقی یکی از شخصیت‌های فیلم است. او یکی از جان به در بُردگان کشتارهاست که اکنون به عنوان پناهنده سیاسی در سوئد زندگی می‌کند. او که هنوز درگیر آثار شکنجه‌های دوران زندان است، زندگی خود را وقف آگاهی‌رسانی جهانی دربارهٔ وضعیت حقوق بشر در ایران کرده است.
فریده آرمان دیگر شخصیتِ حاضر در فیلم است که تصویر وی در حالی که عکس دو همسرِ اعدامی و ترور شده‌اش را در دست دارد، پوستر اصلی فیلم است. همسرِ اول فریده آرمان، مهدی میرشاهزاده، زمستان ۱۳۶۲ در زندان اوین اعدام، و همسر دومش غلام کشاورز از چهره‌های اصلی رهبری دهه ۱۳۶۰ حزب کمونیست ایران، درحالی‌که برای ملاقات اعضای خانواده‌اش در قبرس به‌سر می‌برد، در خیابان ترور شد. فریده آرمان مقیم سوئد و از اعضای رهبری حزب کمونیست کارگری ایران است.
این فیلمِ مستند در جشنواره آمستردام شرکت کرد و از میان صدها فیلم جزو ۱۵ فیلمِ برتر مرحله نیمه نهایی جشنواره قرار گرفت. آن‌ها که گفتند نه، دربارهٔ دهه ۶۰ و کشتار زندانیان سیاسی است.